# PCNA
El antígeno nuclear de células en proliferación (PCNA) es una proteína nuclear sintetizada en la fase G1 temprana y en la fase S del ciclo celular. Esta proteína se localiza en el núcleo y favorece la síntesis de ADN, ya que es un cofactor de la ADN polimerasa delta. Cuando existen daños en el ADN, la proteína PCNA se reubica y participa en la vía de reparación del ADN dependiente de RAD6. 